# Ministro-chefe de Serra Leoa
O Ministro-chefe de Serra Leoa (em inglês:Chief Minister of Sierra Leone) é o chefe de governo de República de Serra Leoa. O atual ministro-chefe é David Moinina Sengeh, desde 10 de julho de 2023.

## Lista de ministros-chefes de Serra Leoa
| # | Nome                            | Início do Mandato   | Fim do Mandato      | Duração do Mandato         | Ref.  |
| - | ------------------------------- | ------------------- | ------------------- | -------------------------- | ----- |
| 1 | Sir Milton Margai               | 9 de julho de 1954  | 28 de abril de 1964 | 9 anos, 9 meses e 19 dias  | [ 1 ] |
| 2 | Sir Albert Margai               | 28 de abril de 1964 | 21 de março de 1967 | 2 anos, 10 meses e 21 dias | [ 2 ] |
| 3 | Siaka Stevens                   | 26 de abril de 1968 | 21 de abril de 1971 | 2 anos, 11 meses e 26 dias | [ 3 ] |
| 4 | Sorie Ibrahim Koroma            | 21 de abril de 1971 | 8 de julho de 1975  | 4 anos, 2 meses e 17 dias  | [ 3 ] |
| 5 | Christian Alusine Kamara-Taylor | 8 de julho de 1975  | 15 de junho de 1978 | 2 anos, 11 meses e 7 dias  | [ 3 ] |
| 6 | David J. Francis                | 8 de maio de 2018   | 30 de abril de 2021 | 2 anos, 11 meses e 22 dias | [ 4 ] |
| 7 | Jacob Jusu Saffa                | 30 de abril de 2021 | 10 de julho de 2023 | 2 anos, 2 meses e 10 dias  | [ 5 ] |
| 7 | David Moinina Sengeh            | 10 de julho de 2023 | presente            | 1 ano, 8 meses e 7 dias    | [ 6 ] |